# Ricardo Fernández Flores
Ricardo Mario Fernández Flores (Santiago, 6 de octubre de 1978) es un actor chileno, comenzó su carrera en televisión a mediados de la Época de Oro de las teleseries de Vicente Sabatini.

## Primeros años de vida
Nació en Santiago de ascendencia catalana y vasca. Hijo de Valerio Fernández y de Silvia Flores. Estudió en el Colegio Seminario Pontificio Menor de Las Condes, en dónde realizaría sus primeros pasos en la actuación.  En el colegio en el que continuó sus estudios, se despertó su interés por el teatro. En una entrevista declaró: 

’’Tenía un deseo irreprimible, sentía que se me iba la vida en el teatro. Era un placer muy grande cuando actuaba en el colegio…”.
Ricardo Fernández. 

### Relaciones e hija
Mantuvo una relación sentimental con la actriz Antonia Zegers entre 2001 y 2004. Desde 2007 comenzó una relación con la actriz y modelo Ángela Prieto con la cual tienen una hija llamada Luisa (nacida en 2011). En 2016 el programa de espectáculos Primer Plano confirmó la separación de Fernández y Ángela Prieto.

## Trayectoria
Con la intención de iniciar una carrera de actor. La casualidad le llevó a ingresar a la Academia de Teatro de Fernando González. En su tercer año de estudios, fue contactado por el director Rodrigo Pérez para actuar en la que sería su primera obra de teatro profesional, ‘’Caníbales’’ de George Tabori, estrenada en el Teatro de la Universidad de Chile. En 1999 es convocado por Pérez para participar en Fedra (Racine), compartiendo créditos con dos grandes exponentes de la actuación chilena, Marés González (reconocida como la mejor actriz del teatro chileno) y Claudia Di Girolamo (reconocida como la mejor actriz de la televisión chilena). Sorpresivamente, fue ahí donde el aclamado director de televisión, Vicente Sabatini –quien se encontraba en el teatro– lo descubre y lo convoca para unirse a su reparto estable en las telenovelas del primer semestre en Televisión Nacional de Chile.

### Carrera
Su debut en televisión fue en Romané (2000), interpretando a un joven quien se enamora de una gitana, un amor imposible. En esta producción compartió roles nuevamente con Di Girolamo y González, y al lado de actores como Francisca Imboden, Francisco Melo y Daniela Lhorente. Por su actuación y éxito de Romané recibió el reconocimiento del público y una excelente proyección en televisión, participando en exitosas telenovelas, Pampa Ilusión (2001) y El circo de las Montini (2002).
En 2003, debutó en el cine chileno interpretando a Chuma en B-Happy, película dirigida por Gonzalo Justiniano. En el mismo año, interpreta a un joven rapero enamorado de una chica de clase alta en Puertas adentro, compartiendo coprotagonismo con Paz Bascuñán. Al año siguiente, personificó a un joven que se integra al grupo de bandidos en Los Pincheira, donde también compartió protagonismo con Francisco Reyes, Paz Bascuñán, Néstor Cantillana y Juan Falcón. 
En 2005 coprotagoniza la telenovela Los Capo, basada en la inmigración italiana en Chile durante 1904, rodada en Quintay, Región de Valparaíso. En este drama, interpretó a un campesino enamorado de una joven italiana que debe defender la ideología de su pueblo en contra la llegada de los Italianos. A pesar de su baja audiencia, el actor fue merecedor de un premio APES al «Mejor actor principal» en televisión.
En 2006, luego del fracaso de Los Capo participó en éxito de Cómplices, interpretando a un joven homosexual involucrado en una estafa. Cómplices, fue la primera telenovela de la historia de la televisión chilena en exhibir un romance homosexual, abriendo un debate en la época. Compartiendo créditos con Néstor Cantillana y Francisca Lewin, tuvo gran aceptación en el público. En los años siguientes, participa en Corazón de María (2007), interpretando a un doctor, comprometido con una chica trasplantada y Viuda alegre (2008) como un seductor mujeriego. 
En 2009, el actor muestra su lado más lúdico en televisión, interpretando un doble papel en la telenovela Los exitosos Pells. En esta oportunidad, interpreta a Martín Pells, un egocéntrico y exitoso conductor de noticias que oculta su homosexualidad a través de una falsa relación con su compañera de labor, y a su vez, a Gonzalo Redolés, un fracasado actor de teatro. Tras el término de la telenovela, Fernández rompío vínculos con TVN. 
Participó en dos superproducciones de época dirigidas por Vicente Sabatini para Chilevisión: Manuel Rodríguez (2010), en la que interpretó al guerrillero Manuel Rodríguez Erdoíza,  y La Doña (2011), donde dio vida al capitán español Fernando García de León.
En 2013, participa en la adaptación televisiva argentina Graduados, donde volvió a interpretar un rol antagónico. 
En 2015 protagoniza junto a Isidora Urrejola la telenovela romántica Buscando a María de Chilevisión. 
Hoy en la actualidad ejerce como docente de la carrera de teatro en la Universidad de Talca campus Talca.

## Filmografía
| Título | Año                       | Papel           | Director           |
| ------ | ------------------------- | --------------- | ------------------ |
| 2003   | B-Happy                   | Guillermo Gómez | Gonzalo Justiniano |
| 2022   | S.O.S. Mamis: La película | Chancho         | Gabriela Sobarzo   |
| 2022   | Un like de navidad        |                 | Boris Quercia      |
| 2023   | Me vuelves loca           | Médico          | Gabriela Sobarzo   |
| 2023   | Malcriados                | Sastre          | Gabriela Sobarzo   |

## Televisión
| Año  | Título                  | Papel                          | Ref.   |
| ---- | ----------------------- | ------------------------------ | ------ |
| 2000 | Romané                  | Sebastián Domínguez            |        |
| 2001 | Pampa Ilusión           | Maximiliano Subercaseaux       |        |
| 2002 | El circo de las Montini | Matías Fuenzalida              |        |
| 2003 | Puertas Adentro         | Jonathan Cárdenas              |        |
| 2004 | Los Pincheira           | Ignacio Sotomayor              |        |
| 2005 | Los Capo                | Diego Quiroga                  | [ 18 ] |
| 2006 | Cómplices               | Javier Núñez                   |        |
| 2007 | Corazón de María        | Alonso García                  |        |
| 2008 | Viuda Alegre            | Franco Fonseca                 |        |
| 2009 | Los Exitosos Pells      | Martín Pells / Gonzalo Redolés | [ 19 ] |
| 2010 | Manuel Rodríguez        | Manuel Rodríguez y Erdoíza     | [ 20 ] |
| 2011 | La Doña                 | Fernando García de León        | [ 21 ] |
| 2012 | La Sexóloga             | Esteban Encina                 |        |
| 2013 | Graduados               | Pablo Flores                   | [ 22 ] |
| 2014 | Buscando a María        | Pedro Montecinos               | [ 23 ] |
| 2018 | Amar a morir            | Rodrigo Figueroa               |        |
| 2022 | Verdades ocultas        | Javier Cisternas               |        |
| 2024 | Como la vida misma      | Gabriel Möller                 | [ 24 ] |

| Año  | Título                          | Papel               | Ref.                          |
| ---- | ------------------------------- | ------------------- | ----------------------------- |
| 2004 | Tiempo final                    | Jorge               | Episodio: La última cena      |
| 2011 | 12 días que estremecieron Chile | José Antonio        | Episodio: Golpe militar de 73 |
| 2015 | El bosque de Karadima, la serie | Camilo Concha       | 3 episodios                   |
| 2016 | Casa de Angelis                 | Guillermo Fernández | Episodio: Los secretos        |
| 2017 | Mary & Mike                     | Francisco           | 4 episodios                   |
| 2018 | Santiago paranormal             | Diego               | Episodio: El departamento     |
| 2019 | Amor en línea                   | Ignacio García      | Protagonista; 8 episodios     |
| 2020 | S.O.S. mamis, la serie          |                     |                               |
| 2024 | Baby bandito                    | Bozo                |                               |

## Teatro
| Año  | Obra                                | Autor                | Director            | Teatro                         |
| ---- | ----------------------------------- | -------------------- | ------------------- | ------------------------------ |
| 1999 | Caníbales                           | George Tabori        | Rodrigo Pérez       | Teatro Nacional                |
| 1999 | Fedra                               | Jean Racine          | Rodrigo Pérez       | Teatro Nacional                |
| 2000 | La tierra                           | José Ramón Fernández | Horacio Videla      |                                |
| 2001 | Ardiente paciencia                  | Antonio Skármeta     | Fernando González   | Teatro UC                      |
| 2003 | El hijo                             | Jon Fosse            | Víctor Carrasco     | Teatro San Ginés               |
| 2003 | Edipo                               | André Gide           | Carlos Bórquez      | Museo Nacional de Bellas Artes |
| 2004 | Teatros                             | Olivier Py           | Rodrigo Pérez       |                                |
| 2005 | La tempestad                        | William Shakespeare  | Jaime Hanson        | Teatro Universidad Mayor       |
| 2005 | Romeo y Julieta                     | William Shakespeare  | Fernando González   | Teatro Nacional                |
| 2007 | Eróstrato                           | Carlos Bórquez       | Carlos Bórquez      | Lastarria 90                   |
| 2007 | Atentados contra su vida            | Martin Crimp         | Constanza Brieba    | Centro Mori                    |
| 2013 | El jardín de los cerezos            | Antón Chéjov         | Héctor Noguera      | Teatro Camino                  |
| 2013 | Aquí están                          | Claudia Di Girolamo  | Rodrigo Pérez       | Museo de la Memoria            |
| 2014 | La fiesta                           | Spiro Simone         | Héctor Noguera      | Teatro Camino                  |
| 2016 | Sueño de una noche de verano        | William Shakespeare  | Héctor Noguera      | Fundación Teatro a Mil         |
| 2017 | El padre                            | Florian Zeller       | Marcelo Alonso      | Teatro UC                      |
| 2019 | El test                             | Jordi Vallejo        | Alejandro Goic      | Centro Mori                    |
| 2020 | Hedda Gabler                        | Henrik Ibsen         | Claudia Di Girolamo | Centro GAM                     |
| 2023 | Antes que los dioses fueran hombres | Gerardo Oettinger    | Rodrigo Soto        | Matucana 100                   |
| 2024 | La aventura invisible               | Marcus Lindeen       | Víctor Carrasco     | Centro Ciena                   |